# 盧佩尼鄉 (哈爾吉塔縣)
46°22′47″N 25°13′33″E / 46.37972°N 25.22583°E
盧佩尼鄉（羅馬尼亞語：Comuna Lupeni, Harghita），是羅馬尼亞的鄉份，位於該國中部，由哈爾吉塔縣負責管轄，面積125平方公里，海拔高度604米，2007年人口4,486，人口密度每平方公里36人。